# Sabana costera inundada del Zambeze
La sabana costera inundada del Zambeze es una ecorregión de la ecozona afrotropical, definida por WWF, que se extiende por varios enclaves de la costa de Mozambique.

## Descripción
Es una ecorregión de pradera inundada que ocupa 19.500 kilómetros cuadrados en los deltas de los ríos Zambeze, Pungwe, Buzi y Save, en Mozambique.
Limita por la costa con el manglar de África oriental; al noreste, al sur y entre los tres enclaves, con la selva mosaico costera de Inhambane; al norte con la sabana arbolada de miombo oriental; y al oeste con la sabana arbolada de mopane del Zambeze y la sabana arbolada de miombo meridional.

## Flora
Gran variedad de plantas como la orquídeas, morrón, palo mulato.

## Fauna
De la fauna sabanera destacan las especies en peligro de extinción, como el oso hormiguero gigante u oso palmero, el armadillo gigante, el perro de agua grande o nutria gigante amazónica, el ocelote o cunaguaro manigordo, la lapa, o el marsupial endémico de las cimas tepuyanas. También tiene su hábitat en esta región el mono capuchino del Orinoco, el araguato y el mono viuda. La avifauna es variada, destacándose el gallito de las rocas y el águila harpía. Entre los reptiles se encuentran: la serpiente "tragavenado", la anaconda y la cuaima piña. Numerosas especies de anfibios habitan en las zonas húmedas, entre ellos el sapito minero.

## Estado de conservación
Vulnerable.

## Protección
La Reserva de Marromeu, en el delta del Zambeze, está incluida en la lista de humedales protegidos por el Convenio de Ramsar.